# Гірнича екологія
Гірни́ча еколо́гія (рос. горная экология, англ. mining ecology, нім. Bergbauökologie f) — розділ гірничої науки, що вивчає закономірності впливу діяльності людини на довкілля в сфері гірничого виробництва. 
Головна мета гірничої екології — розробка наукових основ процесів видобутку і переробки корисних копалин, які забезпечують оптимальний вплив гірничого виробництва на довкілля. 
Основне завдання: створення наукового основ гірничого моніторингу і моніторингу довкілля, розробка принципів економічної оцінки змін біосфери під впливом гірничого виробництва і ефективності заходів охорони довкілля, розробка принципів і шляхів оптимізації впливу гірничого виробництва на довкілля.